# Гай Чемберс
Гай Ентоні Чемберс (англ. Guy Antony Chambers; нар. 12 січня 1963, Лондон) — англійський композитор і звукорежисер, відомий своєю багаторічною творчою співпрацею з Роббі Вільямсом.
Чемберс брав участь як автор пісень і продюсер у створенні перших п'яти альбомів Роббі Вільямса. Усі вони посіли перше місце у Великій Британії та досягли світових продажів у понад 40 мільйонів копій. Чемберс написав більшість найвідоміших пісень Вільямса (включаючи Rock DJ, Feel, Millenium, Let Me Entertain You і Angels).
Співпраця Чемберса та Вільямса завершилася після запису п'ятого альбому «Escapology» у 2002 році. Після цього він працював з такими виконавцями, як INXS, продюсував і писав пісні для їхнього альбому 2005 року «Switch». Чемберс також написав пісні для лондонського поп-рок-гурту Busted, такі як Fake і Better Than This з їхнього другого альбому «A Present For Everyone».
У 2022 році Чемберс співпрацював з австрійським музикантом Трікстер у написанні та продюсуванні різдвяної пісні з ненормативною лексикою, яка відображала напруженість і стрес того року (пісня стала вірусною).

## нагороди
- 3 Ivor Novello Awards
- 3 Brit Awards
- Q Classic Songwriter Award
- MMF Best Produced Record Award